# Saint-Hilaire-du-Maine
Saint-Hilaire-du-Maine – miejscowość i gmina we Francji, w regionie Kraj Loary, w departamencie Mayenne.
Według danych na rok 1990 gminę zamieszkiwały 633 osoby, a gęstość zaludnienia wynosiła 20 osób/km² (wśród 1504 gmin Kraju Loary Saint-Hilaire-du-Maine plasuje się na 766. miejscu pod względem liczby ludności, natomiast pod względem powierzchni na miejscu 261.).